# Episodi di Madam Secretary (quinta stagione)
La quinta stagione della serie televisiva Madam Secretary, composta da 20 episodi, è stata trasmessa in prima visione negli Stati Uniti dalla CBS dal 7 ottobre 2018 al 21 aprile 2019.
In Italia la stagione è stata trasmessa in prima visione dall’11 aprile
all'8 maggio 2019 su Rai 2.
| n° | Titolo originale              | Titolo italiano                 | Prima TV USA     | Prima TV Italia |
| -- | ----------------------------- | ------------------------------- | ---------------- | --------------- |
| 1  | E Pluribus Unum               | Attacco alla Casa Bianca        | 7 ottobre 2018   | 11 aprile 2019  |
| 2  | The Chaos Game                | Il gioco del caos               | 14 ottobre 2018  | 12 aprile 2019  |
| 3  | The Rake                      | Il rastrello magico             | 21 ottobre 2018  | 15 aprile 2019  |
| 4  | Requiem                       | Ritorno in patria               | 28 ottobre 2018  | 16 aprile 2019  |
| 5  | Ghosts                        | Fantasmi                        | 4 novembre 2018  | 17 aprile 2019  |
| 6  | Eyjafjallajökull              | Destino                         | 11 novembre 2018 | 18 aprile 2019  |
| 7  | Baby Steps                    | Piccoli passi                   | 18 novembre 2018 | 19 aprile 2019  |
| 8  | The Courage to Continue       | Il coraggio di continuare       | 25 novembre 2018 | 22 aprile 2019  |
| 9  | Winter Garden                 | I semi della tolleranza         | 9 dicembre 2018  | 23 aprile 2019  |
| 10 | Family Separation: Part 1 e 2 | Famiglie separate (1 e 2 parte) | 23 dicembre 2018 | 24 aprile 2019  |
| 11 | Family Separation: Part 1 e 2 | Famiglie separate (1 e 2 parte) | 6 gennaio 2019   | 25 aprile 2019  |
| 12 | Strategic Ambiguity           | Ambiguità strategica            | 13 gennaio 2019  | 26 aprile 2019  |
| 13 | Proxy War                     | Guerra per procura              | 27 gennaio 2019  | 29 aprile 2019  |
| 14 | Something Better              | Qualcosa di meglio              | 17 febbraio 2019 | 30 aprile 2019  |
| 15 | Between the Seats             | Amore sul web                   | 3 marzo 2019     | 1º maggio 2019  |
| 16 | The New Normal                | La nuova normalità              | 17 marzo 2019    | 2 maggio 2019   |
| 17 | The Common Defense            | La difesa comune                | 24 marzo 2019    | 3 maggio 2019   |
| 18 | Ready                         | Pronta                          | 31 marzo 2019    | 6 maggio 2019   |
| 19 | Great Experiment              | Il grande esperimento           | 14 aprile 2019   | 7 maggio 2019   |
| 20 | Better Angels                 | Il lato migliore                | 21 aprile 2019   | 8 maggio 2019   |